# Monster Buster Club
Monster Buster Club è un cartone animato franco-canadese di fantascienza prodotto da Marathon e Image Corporation Entertainment. In Canada dal 2 giugno 2008 su YTV, mentre in Italia è stato trasmesso da novembre dello stesso anno su Jetix e Rai Gulp.

## Trama
Cathy è una ragazza rapzodiana, che atterra sul pianeta Terra giungendo a Single Town, con il nonno, dove incontra tre normali ragazzi: Danny, Samantha e Chris. Poi il nonno crea un gruppo chiamato Monster Buster Club (abbreviato MBC) per sconfiggere i malefici criminali alieni e consegnarli alle autorità galattiche. Gli alieni giungono a Single Town (all'insaputa degli abitanti) poiché il fondatore della città (di nome Addison Single) era un alieno travestito da umano.

## Personaggi
- Cathy Smith: è una ragazza atterrata sulla terra con il nonno dal pianeta Rapzodia. È la più allegra del gruppo. Il suo colore preferito è il rosa. Doppiata in italiano da Valentina Mari.
- Chris (Christopher): è un ragazzo scuro di pelle. Ama studiare ed è molto bravo, usa il computer per analizzare gli alieni. Il suo colore preferito è il blu. Doppiato in italiano da Gabriele Patriarca.
- Sam (Samantha): è una ragazza afroamericana, definita ufficiale del gruppo ed è molto seria ed è la più agile. Il suo colore preferito è il giallo. Doppiata in italiano da Monica Vulcano.
- Danny (Daniel): è un ragazzo a cui piace lo sport ed è innamorato di Wendy. Il suo colore preferito è il rosso. Doppiato in italiano da Alessio De Filippis.
- John: è il fratellino di Chris, che spesso aiuta la MBC, essendo un genio dei computer come il fratello maggiore. il suo colore preferito è il bianco. Doppiato in italiano da Maura Cenciarelli.
- Hugo Smith (noto come Mr. Smith): nonno di Cathy. Doppiato in italiano da Dario De Grassi.

## Episodi
| Stagione         | Episodi | Prima TV ITA |
| ---------------- | ------- | ------------ |
| Prima stagione   | 26      | 2008         |
| Seconda Stagione | 26      | 2009         |